# Сэнку Исигами
Сэнку Исигами (яп. 石神 千空, Исигами Сэнку:) — главный герой манги Dr. Stone, написанной автором Риитиро Инагаки и иллюстрированной художником Боити. Действие произведения разворачивается в ноябре 5738 года нашей эры, после прошествия 3689 лет и 158 дней, с того момента когда таинственная вспышка превратила почти всю человеческую жизнь в камень. 16-летний гений по имени Сэнку Исигами внезапно возрождается и оказывается в мире, где все следы человеческой цивилизации были разрушены временем. Сэнку обустраивает небольшой лагерь и начинает изучать окаменевших людей, чтобы определить причину катастрофы.
Инагаки сделал Сэнку супергероем уникального типа, поскольку персонаж, не обладая сверхъестественными способностями, выделяется своими огромными познаниями в науке, благодаря которым способен помочь создать новую цивилизацию. Герой основан на антагонисте Агоне Конго из другой манги от того же автора, Eyeshield 21, которого мангака хотел изобразить в более позитивном ключе. В аниме-адаптации Сэнку озвучивает Юсукэ Кобаяси.
Реакция критиков на Сэнку была положительной, он участвовал в нескольких опросах популярности и выиграл 4-ю церемонию Crunchyroll Anime Awards в номинации «Лучший протагонист» 2020 года. Рецензентам понравилась личность героя и его отношение со второстепенными персонажами, а также его соперничество с главным антагонистом Цукасой Сисио.

## История создания

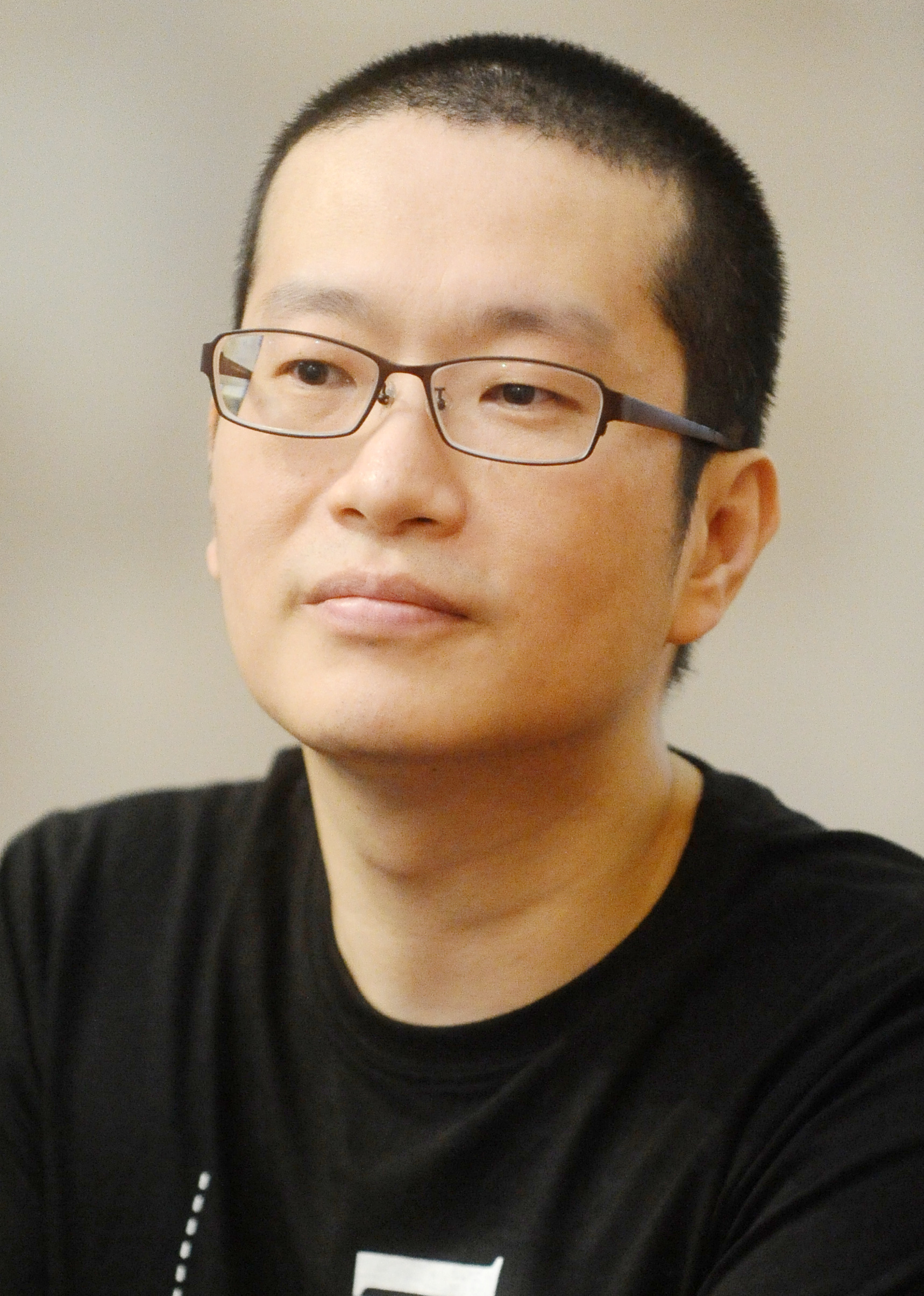
Боити — иллюстратор манги Dr. Stone

Риитиро Инагаки сделал Сэнку альтернативой классическим супергероям, часто встречающимся в художественной литературе, так как Сэнку не обладает какой-либо сверхъестественной силой. Создавая героя, Инагаки думал об обычном человеке, которому чтобы чего-то добиться, нужно усердно работать и двигаться к своей цели. Автор утверждает, что задавался вопросом, «каков был бы классный способ изобразить этого "обычного человека", усердно работающего для достижения своей цели?» Чтобы усилить эту мысль о неспособности героя сделать что-либо сверхъестественное, была придумана идея окаменения (с сохранением при этом способности мыслить): при таком состоянии, невозможно делать почти ничего. Единственное, что можно — мысленно отсчитывать время. Это то, что делает главный герой Сэнку, воплощая в себе идею усердно работать, отсчитывая в уме несколько тысяч лет.
Первоначально Сэнку должен был носить имя «Гаку», так как кандзи 學 означает «учёба». Однако автор посчитал его слишком академическим и изменил его на «Сэнку» (千空), означающее «Тысяча небес». Инагаки также заявил, что Сэнку никогда не развил бы фантастические способности, поскольку это противоречило бы реалистичной обстановке произведения, представленной с самого начала.
Мангака утверждает, что использует метод создания персонажей, называющийся «актёрской игрой». По сути, для новых работ Инагаки часто повторно использует заданные архетипы своих героев, а в случае с Сэнку он фактически повторно использовал персонажа Агона Конго из своей предыдущей работы Eyeshield 21. Автор заявил, что ему нравится краткий, серьёзный характер, который воплощают и Агон, и Сэнку. Поскольку первый показал только плохие стороны данного типа персонажей, то мангака хотел изобразить противоположное во втором. Научная направленность манги означает, что Инагаки как можно ближе придерживался реальности, что часто требовало определённых исследований. Чтобы Сэнку выглядел круто, Инагаки часто просил Боити нарисовать пафосный фон, когда герой изобретает новый предмет, например гидроэлектростанцию.
Что касается посыла сериала, Инагаки хотел, чтобы читатели поняли «силу» и амбиции Сэнку, использующего свои знания о прошлом, чтобы построить более сильное будущее. Иллюстратор Боити заявил, что он связан с персонажем в отношении философии жизни: как художник перешёл от работы в Корее к Японии, усердно трудясь в условиях жёсткой конкуренции, чтобы помочь начинающим мангакам, так и Сэнку помогает обществу с помощью его навыков.
Актёр озвучивания Юсукэ Кобаяси упомянул, что интонация имён героев была не совсем ясна, пока не началась запись. Кобаяси также озвучил талисмана сериала, Меха Сэнку, очень похожего на главного героя.
Режиссёр аниме Синья Иино назвал Сэнку очень уникальным и запоминающимся персонажем, похвалив при этом работу Кобаяси. Что касается работы над персонажем, Иино столкнулся с трудностями при изображении выражения лица героя во время эмоциональных сцен. Он также сравнивал Сэнку с Инагаки.

## Биография
Сэнку Исигами — вундеркинд-подросток, преуспевающий во многих областях науки, и особенно любящий астрономию и исследование космоса. В начале манги Сэнку и всё население Земли окаменевают на 3700 лет. Возродившись в каменном мире, герой приступает к восстановлению цивилизации, заново изобретая некоторые утерянные технологии и обнаруживая «лекарство» от окаменения. Хотя Сэнку несколько высокомерен, на самом деле он очень благороден и добросердечен, поскольку считает науку средством возвышения всех людей и непоколебимо верит в своих друзей. Сэнку и его друг Тайдзю, спасённый им от окаменения, готовят достаточно жидкости возрождения, чтобы освободить одного человека от камня, а Тайдзю выбирает Юдзуриху (свою девушку) в качестве первого субъекта. Однако герои, преследуемые диким львом, вынужденно возрождают подростка-силача Цукасу Сисио, спасающего Сэнку и Тайдзю, однако позже раскрывшего Сэнку своё намерение убить окаменевших взрослых, чтобы создать мир, свободный от их коррупции, что противоречит идеалам главного героя о возрождении всех. В результате они стали врагами. Когда Сэнку отказывается от плана спасения, предложенного Юдзурихой (также недавно возрождённой), ему предоставляется выбор: отказаться от науки или умереть; герой вспоминает, как развил в себе любовь к науке и подружился с Тайдзю. Отказываясь бросить любимое дело, Сэнку готовится умереть от рук Цукасы.
Инсценировав свою смерть, чтобы Цукаса не охотился на него, Сэнку подружился с жителями деревни Исигами (являющимися потомками спасшихся от окаменения людей) и стал их вождем, обнаружив, что в то же время он является легендой в деревенском обществе благодаря влиянию одного из предков жителей деревни, который оказался покойным приёмным отцом героя Бьякуей, одним из первых выживших после окаменения. Он встречает колдуна по имени Хром,  Сэнку делает его своим учеником. Позже герои находят различные полезные ресурсы (например, вольфрам) и, с помощью знаний Сэнку постепенно начинают возрождать цивилизацию.
Цукаса и его помощник Хёга готовятся к предстоящему нападению на деревню Исигами. Однако Сэнку удаётся привлечь на свою сторону некоторых людей из Империи Цукасы. После нескольких сражений Сэнку требует от злодея перемирия в обмен на возрождение сестры Цукасы Мирай, которая, как он узнает, жива. С помощью жидкости возрождения Мирай оживает. После поражения оставшихся сил Хёги и вхождения Цукасы в криосон Сэнку смог заставить остатки его Империи слиться с Королевством Науки (созданным им), где он возглавляет совет, именуемый Пять Мудрых Генералов. Сэнку созывает собрание, на котором объявляет, что они найдут секрет окаменения. Он также заявляет, что построят корабль, чтобы исследовать мир.

## Критика и популярность

### Популярность
Сэнку стал популярным персонажем. Gadget Tsūshin включил его ключевую фразу «This is exhilarating!» (рус. «Как же это волнительно!») в свой список модных аниме-слов 2019 года. В 2020 году, на 4-й церемонии вручения наград Crunchyroll Anime Awards Сэнку выиграл в номинации «Лучший протагонист». Он также возглавил разнообразные западные и восточные опросы популярности касаемые манги Dr. Stone в 2019 году. Otaku USA считает Сэнку одним из самых умных персонажей аниме. В одном из опросов Crunchyroll Сэнку был признан самым популярным персонажем аниме. В 2022 он был номинирован на 6-й церемонии Crunchyroll Anime Awards в категории «Лучший мужской персонаж» после выхода 2 сезона аниме Dr. Stone (Dr. Stone: Stone Wars) («Каменные войны»).

### Критика

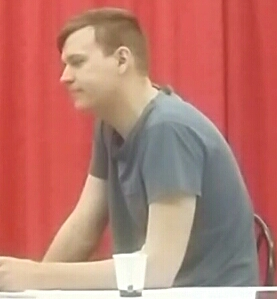
Аарон Дисмук — английский актёр озвучивания Сэнку.

Реакция критиков на персонажа была положительной. Spin Maker назвал Сэнку привлекательным персонажем, поскольку он «походил на помесь МакГайвера и Джимми Нейтрона». Manga. Tokyo называет героя смесью Декстера из «Лаборатории Декстера» и Ринтаро Окабэ из «Врата;Штейна», при этом считая его забавным персонажем. Также издание отметило, что несмотря на то, что он ведёт себя как сумасшедший учёный, заметно, что Сэнку заботится о других. Anime UK News посчитал, что стремление Сэнку восстановить цивилизацию обусловлено молодым возрастом, также назвав дизайн его волос «нелепым». Comic Book Resources заметил, что Сэнку уравновешен как персонаж, так как, учитывая его интеллект, физически герой не очень силён, поскольку ему трудно нести тяжёлые предметы. Comic Book Resources посвятил Сэнку целую статью, назвав его «в душе сёнэн-героем, а не замкнутым, эксцентричным типом доктора Франкенштейна», а его глубокие личные связи с другими персонажами не вызывают особого удовольствия или смысла.
Отношения Сэнку с другими персонажами, в первую очередь с жителями деревни Исигами, и его соперничество с Цукасой получили смешанные отзывы. Изначально Manga.Tokyo отметил, что взаимодействие между Сэнку и Тайдзю было похоже на серию «Пинки и Брейн», но назвав при этом дуэт скучным, так как в их взаимодействиях не было ничего интересного. Anime UK News заметил, что стремление Сэнку увеличить огневую мощь деревни Исигами является намёком на второй сезон, в котором начнётся борьба с силами Цукасы. Otaquest и IGN высоко оценили характер Сэнку и его действия в сюжете, а также влияние на его ученика Хрома, ничего не смыслящего в науке.
Противостояние Сэнку, воплощения науки, с Цукасой, воплощением силы, было одной из центральных тем манги. Medium считал второй сезон аниме наиболее важной частью, адаптированной из первоисточника, хотя последний поворот «Каменных войн» был назван спорным. Anime News Network отметил, что ещё с первого тома, Боити придал соперничеству Сэнку и Цукасы большое значение. Comic Book Bin был впечатлён противостояние протагониста с антагонистом в девятом томе манги настолько, что назвал его лучшей частью. Оба актёра озвучивания Сэнку, Аарон Дисмук и Юсукэ Кобаяси, получили высокую оценку в СМИ. В статье AnimeAnime Сэнку был назван вторым лучшим персонажем Кобаяси после Нацуки Субару из Re:Zero.

## Комментарии
1. ↑  То есть смелым и уверенным в себе.